# Terra preta
Terra preta (pronunție în portugheză [ˈtɛʁɐ ˈpɾetɐ], local pronunție în portugheză [ˈtɛha ˈpɾeta], literalmente „sol negru“ în portugheză) este un tip de sol artificial (antropogen), fertil, de culoare foarte închisă din bazinul Amazonului. Este cunoscut și cu numele de "pământ negru amazonian" sau "pământ negru indian". În portugheză numele său complet este terra preta do índio sau terra preta de índio („pământul negru al indianului”, „pământul negru al indienilor”). Terra mulata („pământ de mulat”) este mai deschisă sau de culoare maronie.

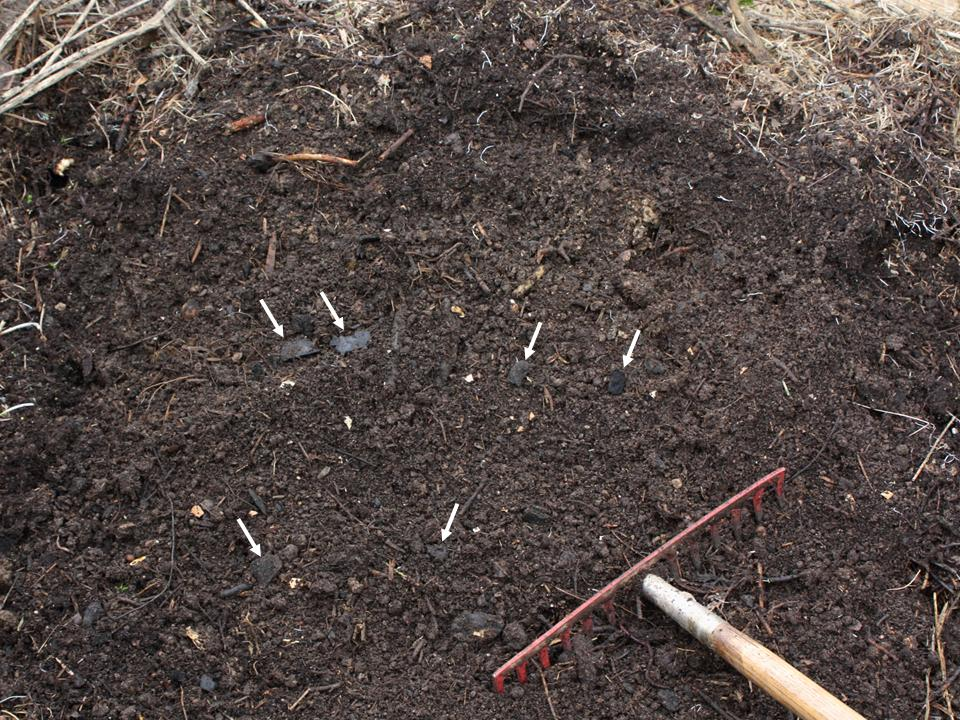
Terra preta artizanală, cu bucăți de cărbune de lemn indicate cu săgeți albe

Terra preta își datorează culoarea neagră caracteristică cărbunelui de lemn  și a fost realizată prin adăugarea unui amestec de cărbune, os, ceramică spartă, compost și gunoi de grajd în solul amazonian cu fertilitate redusă. Produs al managementului indigen al solului și al agriculturii slash-and-char,  cărbunele este stabil și rămâne în sol timp de mii de ani, legând și reținând minerale și substanțe nutritive.
Terra preta se caracterizează prin concentrații mari ale reziduurilor de cărbune de lemn produs la temperaturi scăzute; de cantități mari de mici cioburi de ceramică; de materie organică, cum ar fi reziduuri de plante, fecale de animale, oase de pește și de animale și alte materiale; și de substanțe nutritive precum azot, fosfor, calciu, zinc și mangan. Solurile fertile, cum ar fi terra preta, prezintă niveluri ridicate de activități microorganice și alte caracteristici specifice în cadrul anumitor ecosisteme.
Zonele Terra preta sunt în general înconjurate de terra comum (pronunție în portugheză [ˈtɛhɐ koˈmũ] sau pronunție în portugheză [ˈtɛhɐ kuˈmũ] ), sau „sol obișnuit”; acestea sunt soluri infertile, în principal acrisoli, dar și feralsoli și arenosoli. Solurile arabile defrișate din Amazonia sunt productive pentru o perioadă scurtă de timp înainte ca substanțele nutritive să fie consumate sau levigate de ploaie sau inundații. Acest lucru îi obligă pe agricultori să migreze într-o zonă ne-arsă și să o degajeze (prin foc). Terra preta este mai puțin predispusă la levigarea nutrienților datorită concentrației sale ridicate de cărbune, viață microbiană și materie organică. Combinația acumulează substanțe nutritive, minerale și microorganisme și rezistă la levigare.
Solurile Terra preta au fost create de comunități agricole între 450 î.Hr. și 950 d.Hr. Adâncimea solului poate ajunge la 2 m. Se raportează că se regenerează la o rată de 1 cm pe an.